# Université de Lyon
Cet article est consacré à la communauté d'universités et établissements Université de Lyon. Pour les articles concernant les universités voir université Lyon 1, université Lyon 2, université Lyon 3 ; pour l'université de Lyon qui a existé entre 1896 et 1969 voir université de Lyon (1896-1969).
L'université de Lyon (UdL) - ou ComUE Lyon Saint-Étienne - est une communauté d'universités et établissements (ComUE) qui fédère onze établissements d’enseignement supérieur et de recherche de Lyon et Saint-Étienne ainsi que le CNRS, et a pour vocation de promouvoir la qualité des formations et des recherches menées en leur sein.

## Historique
Le Pôle universitaire de Lyon a commencé son activité en 1995. Il s'agit alors d'un GIP – Groupement d'intérêt public – qui comprend 15 établissements d'enseignement supérieur et de recherche : les universités Claude Bernard Lyon 1 (UCBL), Lumière Lyon 2, Jean Moulin Lyon 3, l'Institut d'études politiques de Lyon (Sciences Po Lyon), l'École normale supérieure de Lyon, l'École centrale de Lyon, l'Institut national des sciences appliquées (INSA) de Lyon, l'École nationale supérieure des sciences de l'information et des bibliothèques, l'École nationale vétérinaire de Lyon, l'Université catholique de Lyon, l'EM Lyon, l'Institut polytechnique de Lyon, l'Institut universitaire de formation des maîtres de l'académie de Lyon et l'École nationale des travaux publics de l'État. Un périmètre qui représente 129 000 étudiants, 11 500 enseignants et enseignants-chercheurs et 510 laboratoires privés et publics.
Par ce rapprochement, ces universités, instituts et grandes écoles lyonnaises se sont dotées d'une plateforme de concertation leur permettant de mener des projets mutualisés dans des domaines précis : stratégie internationale et accueil des étudiants étrangers, valorisation du potentiel de recherche du site et participation au développement économique local, intégration des étudiants à la vie lyonnaise, développement de nouvelles technologies de l'enseignement et partage des savoirs avec le grand public (culture scientifique, technique et industrielle). Il s'agit également de promouvoir le site universitaire aux niveaux local, national et international.
En 2007, le Pôle universitaire de Lyon connaît une première évolution en devenant un pôle de recherche et d'enseignement supérieur (PRES) – sous la forme d’un établissement public de coopération scientifique. Dénommé désormais « Université de Lyon » (UdL), le groupement voit son périmètre modifié et progressivement étendu jusqu'à vingt membres, accueillant des établissements stéphanois et des centres de recherche. Ainsi, aux trois universités déjà présentes s'ajoute l'Université Jean Monnet Saint-Étienne. L'École normale supérieure de Lyon et l'École normale supérieure Lettres et Sciences humaines ne forment plus qu'une seule entité : l'ENS de Lyon. L'École vétérinaire de Lyon devient VetAgro Sup. L'Institut universitaire de formation des maîtres de l'académie de Lyon devient une composante de l'UCBL. L'Institut national de recherche pédagogique devient IFé – Institut français de l'éducation – et intègre l'ENS de Lyon. Enfin, l'École nationale supérieure des Mines de Saint-Étienne, le CNRS, Sciences Po Lyon, l'École nationale d'ingénieurs de Saint-Étienne, l'École nationale supérieure d'architecture de Saint-Etienne, l'École nationale supérieure d'architecture de Lyon, l'École nationale supérieure des arts et techniques du théâtre et le Conservatoire national supérieur de musique et de danse de Lyon rejoignent l'UdL.
Ce nouveau statut confère à l'originelle plateforme de concertation de nouvelles missions. Parmi celles-ci, la prise en charge du doctorat, la labellisation de masters délivrés conjointement par plusieurs de ses membres, la gestion d'équipements partagés, le suivi de l'insertion professionnelle des étudiants ou encore la valorisation des activités de recherche de ses établissements... Désormais, la production scientifique réalisée dans les établissements membres du pôle est signée « Université de Lyon » en première mention, conjointement à la signature de l'établissement concerné. Plus généralement, l'Université de Lyon permet la mise en œuvre de grands projets communs et représente ses membres auprès des entreprises, des collectivités et des réseaux de recherche.
En application de la loi relative à l'enseignement supérieur et à la recherche du 22 juillet 2013, l'Université de Lyon devient une Communauté d'universités et établissements (ComUE), un groupement confédéral au statut d'Établissement public à caractère scientifique, culturel et professionnel. La ComUE est approuvée le 16 juillet 2014 par le Conseil d'administration de l'UdL. Les statuts sont approuvés par un décret signé le 5 février 2015
Un projet de fusion d’établissements dans le cadre de l’initiative d'excellence Université de Lyon provoque des refus successifs de l'université Lyon-II, de l'INSA Lyon et de l'université Jean-Monnet-Saint-Étienne . Finalement, l'IDEX est annulée le 29 octobre 2020 par le ministère.

## Membres et associés
Les membres fondateurs et associés sont les suivants,:
- Membres :
  - Université Claude-Bernard-Lyon-I
  - Université Lumière-Lyon-II
  - Université Jean-Moulin-Lyon-III
  - Université Jean-Monnet-Saint-Étienne
  - École normale supérieure de Lyon (ENS Lyon)
  - École centrale de Lyon (Centrale Lyon), dont l'École nationale d'ingénieurs de Saint-Étienne (ENISE)
  - Institut d'études politiques de Lyon (Sciences Po Lyon)
  - Institut national des sciences appliquées de Lyon (Insa Lyon)
  - Institut d'enseignement supérieur et de recherche en alimentation, santé animale, sciences agronomiques et de l'environnement (VetAgro Sup)
  - École nationale des travaux publics de l'État (ENTPE)
  - Centre national de la recherche scientifique (CNRS)
- Etablissements associés :
  - École nationale supérieure des sciences de l'information et des bibliothèques (Enssib)
  - École nationale supérieure des arts et techniques du théâtre (Ensatt)
  - Institut national de la santé et de la recherche médicale (Inserm)
  - EM Lyon Business School (EM Lyon)
  - École supérieure de chimie, physique, électronique de Lyon (CPE Lyon)
  - Institut supérieur d'agriculture Rhône-Alpes (Isara)
  - Institut textile et chimique de Lyon (Itech Lyon)
  - École catholique des arts et métiers (ECAM LaSalle)
  - École nationale supérieure d'architecture de Lyon (ENSAL)
  - École nationale supérieure d'architecture de Saint-Étienne (ENSASE)
  - Université catholique de Lyon (UCLy)
  - École nationale supérieure des mines de Saint-Étienne (Mines Saint-Étienne)
  - Conservatoire national supérieur de musique et de danse de Lyon (CNSMD de Lyon)
  - IFP Énergies nouvelles (IFPEN)
  - Agence nationale de sécurité sanitaire (Anses)
  - Université Gustave-Eiffel (anciennement IFSTTAR)
  - École supérieure d'art et design Saint-Étienne
  - Institut national de recherche en informatique et en automatique (Inria)
  - Conservatoire national des arts et métiers (Cnam Auvergne-Rhône-Alpes)
  - École nationale supérieure des beaux-arts de Lyon (ENSBA)
  - Institut national de recherche pour l'agriculture, l'alimentation et l'environnement (Inrae)
  - Bioaster
  - Centre régional des œuvres universitaires et scolaires (Crous)
  - École de la Comédie de Saint-Étienne
  - CESI École d'ingénieurs

## Missions de l'Université de Lyon
L'Université de Lyon reprend une grande partie des missions qui lui étaient confiées par ses établissements lorsqu'elle était un PRES, en allant toutefois plus loin. Ainsi, elle coordonne l’offre de formations et la stratégie de recherche et de transfert de technologies de ses membres. Elle est à présent habilitée à délivrer le diplôme de doctorat "Université de Lyon" et confie la détection et la mise sur le marché économique des innovations issues des laboratoires de ses établissements à sa société d'accélération du transfert de technologies (SATT) Pulsalys. Elle veille à l'amélioration de la qualité de vie des étudiants et assure la promotion du site universitaire lyonnais et stéphanois aux niveaux national et international. Enfin, elle facilite l’accès des citoyens à la recherche académique via manifestations culturelles et scientifiques et dispositifs de travail collaboratif.

### Lyon Cité Campus
L’opération Campus est un appel d’offres lancé par le ministère de l'Enseignement supérieur et de la Recherche du 19 février 2008. Le cadre général visait la rénovation de certains sites universitaires.
Le projet « Lyon Cité Campus : la dynamique d’une nouvelle université », présenté par l’Université de Lyon à cet appel d’offres, a été retenu parmi les 46 dossiers déposés par les établissements d’enseignement supérieur et de recherche, pour les campus LyonTech-la Doua (Science et technologie au service du développement durable) et Charles Mérieux (Biosciences et Sciences humaines et sociales). Il s'agit de restructurer et rénover ces deux sites, et créer 1 600 logements étudiants, des restaurants universitaires et des lieux destinés à la recherche et à l’innovation, pour un budget global estimé à 700 millions d’euros.

### Investissements d’avenir
L’Université de Lyon porte, au nom de ses établissements membres, un certain nombre de grands projets relatifs aux investissements d'avenir pour lesquels elle a obtenu près d’un milliard d’euros de financement.
À la suite d'un appel à projets du ministère de l’Enseignement supérieur et de la Recherche, l’UdL – alors PRES – a porté le projet Initiative d'excellence (IDEX) Lyon Saint‐Étienne. Présélectionnée lors de la deuxième vague de l'appel mais non labellisée (février 2012), l'Université de Lyon bénéficie d'un soutien de la part de l'État en vue d'une prochaine labellisation. 13 établissements membres de l’Université de Lyon ont signé la charte IDEX Lyon Saint‐Étienne : Université Claude Bernard Lyon 1, Université Lumière Lyon 2, Université Jean Moulin Lyon 3, Université Jean Monnet Saint‐Étienne, ENS de Lyon, École Centrale Lyon, Sciences Po Lyon, VetAgro Sup, École nationale supérieure d’architecture de Lyon, CPE Lyon, INSA de Lyon, École nationale des travaux publics de l'État, École nationale d'ingénieurs de Saint‐Étienne.
En juin 2012, les premières actions ont été lancées. En octobre 2012, le nom définitif du programme a été adopté : il s'agit du Programme Avenir Lyon Saint-Étienne.
L'IDEX est annulée le 29 octobre 2020 par le Ministère.
Les autres projets en liens avec les investissements d’avenir sont :[réf. nécessaire]
- 12 laboratoires d’excellence (LabEx)
- 8 équipements d’excellence (EquipEx)
- 2 IDEFI[9]
- 2 IEED[10]
- 1 Institut de recherche technologique
- 3 Instituts Carnot
- 3 Instruments[Quoi ?] de Santé et Biotech
- 2 IHU « prometteurs »
- 1 Cohorte[Quoi ?]

### Le projet IDEX Lyon Saint-Étienne
Une délégation, composée de Khaled Bouabdallah, président de l'université de Lyon, Jean-François Pinton, président de l’école normale supérieure de Lyon, Frédéric Fleury, président de l'université Claude-Bernard-Lyon-I, Eric Maurincomme, directeur de l'institut national des sciences appliquées de Lyon et Alain Schuhl, directeur de l'institut de physique du CNRS est auditionnée par un jury international à Paris le 20 juin 2016 après le dépôt du dossier de candidature de l'établissement pour l'IDEX. Après un premier avis positif du jury, l'université de Lyon doit finaliser son dossier pour fin novembre 2016. À la suite d'une réunion le 6 septembre 2016, la condition d'unification de tous les établissements n'est toujours pas assurée : deux universités se désolidarisent du projet. Même si le conseil d'administration de l'université Lyon-3 rejette une première fois le projet le 21 novembre 2016, l’université de Lyon obtient la labellisation IDEX le 27 février 2017, sous réserve d'une période probatoire de deux ans.
La nécessité de fusionner l'établissement stéphanois avec des homologues lyonnais en gommant toute mention relative à l'appartenance géographique provoque des crispations et remet en cause la validation d'un projet.
L'IDEX est finalement annulée le 29 octobre 2020 par le Ministère.

### Textes réglementaires
- Décret no 2007-386 du 21 mars 2007 portant création de l'établissement public de coopération scientifique Université de Lyon
- Décret no 2015-127 du 5 février 2015 portant approbation des statuts de la communauté d’universités et établissements « Université de Lyon »